# Paul Valcke
Paul Louis Jean Valcke (Oostende, 11 januari 1914 – Ambrumesnil, 15 juli 1980) was een Belgisch schermer. 

## Levensloop
Tussen 1936 en 1952 nam hij 3 keer deel aan de Olympische Spelen in de categorie floret. In 1948 haalde hij samen met Henri Paternoster, Georges de Bourguignon, Edouard Yves, André van de Werve de Vorsselaer en Raymond Bru een bronzen medaille in de categorie floret per ploeg. 
Daarnaast behaalde hij met het Belgisch team - voorts bestaande uit Robert Michiels, André Van De Werve en Édouard Yves - brons op de wereldkampioenschappen van 1947 in het onderdeel floret.